# Findorffschule Osterholz
Die Findorffschule Osterholz in der niedersächsischen Stadt Osterholz-Scharmbeck, Ortsteil Osterholz, Rübhofstraße 7, stammt aus dem letzten Drittel des 19. Jahrhunderts. Seit 1974 wird sie als Grundschule genutzt.
Das Gebäude steht unter Denkmalschutz (siehe auch Liste der Baudenkmale in Osterholz-Scharmbeck).

## Geschichte und Beschreibung
Sechs Bürger aus Osterholz (Hofbesitzer, Kahnschiffer, Bäckermeister, Ackerbürger, Hauptlehrer und Pastor) beschlossen 1879, eine Volksschule in Osterholz zu bauen, und 1881 wurde von der Ortschaft mit dem Bau begonnen.
Das zweigeschossige traufständige verklinkerte Gebäude mit ziegelgedecktem Satteldach und zwei Giebelrisaliten mit den Eingängen wurde 1882 gebaut. Die Fassade wurde zudem durch Lisenen, ein geschossteilendes Gesims und das Traufgesims gestaltet. 290 Kinder und vier Lehrer zogen in das neue Schulhaus ein. 72 Kinder waren in einer Klasse.
1882 wurde zeitgleich im regionstypischen Stil eine eingeschossige giebelständige verklinkerte Turnhalle auf T-förmigem Grundriss gebaut, mit zwei aufwändigen Staffelgiebeln. Sie diente bis 2002 bei allen Großveranstaltungen auch als Aula.
Mit Zunahme der Anzahl der Kinder vergrößerte sich die Schule schnell. 1910 unterrichteten sechs und 1924 acht Lehrer. 1931 bekamen die Kinder in der Pause Milch zum Frühstück. 1932 erhielt auf Antrag des Kollegiums die Schule den Namen des Moorkolonisators Jürgen Christian Findorff. 1939 lagerte in der Turnhalle kriegsbedingt Getreide und 1944 diente das Schulhaus als Notquartier für Ausgebombte. Im September 1945 normalisierte sich der Schulbetrieb.
1951/52 wurde die Dienstwohnung zu Klassenräumen umgebaut. 1957 hatte die Schule elf Klassenräume; der Werkunterricht fand nur im Sommer auf dem Dachboden statt. 1964 gab es 484 Kinder in 15 Klassen. Es entstand hinter dem Altbau ein neuer Trakt mit vier Klassenräumen und zwei Gruppenräumen. In 16 Klassenräumen wurde 1972 unterrichtet. 2002 erhielt die Schule im Rahmen einer Sanierung drei neue Klassenräume sowie die Schulbücherei, Computerraum, Werkraum und Pausenhalle. Sie ist seit 1975 eine Grundschule und aktuell (2024) werden ca. 175 Kinder durch 12 Lehrkräfte und vier pädagogische Mitarbeiterinnen unterrichtet und betreut.
Das Landesdenkmalamt befand u. a.: „… im zeitgenössischen und regionstypischen Stil … .“